# Dissiam
Dissiam est une localité située dans le département de Garango de la province du Boulgou dans la région Centre-Est au Burkina Faso.

## Démographie
| 2003  | 2006  | 2012 |
| ----- | ----- | ---- |
| 3 019 | 3 289 | -    |

## Santé et éducation
Le centre de soins le plus proche de Dissiam est le centre de santé et de promotion sociale (CSPS) de Sanogho tandis que le centre médical avec antenne chirurgicale (CMA) se trouve à Garango.
Le village possède une école primaire publique.